# Großer Werder (Magdeburg)
Der Große Werder in Magdeburg ist eine Elbinsel. Vom westlichen Elbufer trennt sie der Hauptstrom der Elbe, vom rechten die Alte Elbe. Die Insel ist etwa 6 km lang und hat eine Fläche von etwa 5 km². Die Insel bildet zugleich den Magdeburger Stadtteil Werder.
Der Süden der Insel wird vom Rotehornpark eingenommen, Magdeburgs größtem Stadtpark. Durchzogen wird er vom Altarm Taube Elbe, der flussabwärts, außerhalb des Parks, in die Zollelbe mit den Hafenbecken „Zollhafen“ und „Winterhafen Magdeburg“ übergeht. Nördlich davon befindet sich das Wohngebiet Werder. Die Nordspitze der Insel ist Aulandschaft.
Jeweils drei (strenggenommen vier) Straßenbrücken verbinden die Insel mit dem West- und dem Ostufer der Elbe, in der Mitte der Strombrückenzug (Neue Strombrücke Magdeburg, Zollbrücke, Anna-Ebert-Brücke über die Alte Elbe), im Norden die Markgrafenstraße (Jerusalembrücken über die Elbe und Friedensbrücken über die Alte Elbe), im Süden für Fußgänger und Radfahrer die Brücken zum Rotehornpark: die Sternbrücke Magdeburg vom Westufer und die Brücke am Wasserfall vom Ostufer.
Außerdem wird die Insel von der am 28. Februar 1998 stillgelegten Bahnstrecke Biederitz–Magdeburg-Buckau gequert. Diese überspannt die Stromelbe mit der insgesamt 220 Meter langen Hubbrücke, die Taube Elbe mit einer 100 Meter langen und die Alte Elbe mit einer rund 200 Meter langen Brücke.